# Iwan Rogucki
Iwan Rogucki (ur. w 1892 w Samborze, zm. w 1952 w Nowym Jorku) – ukraiński działacz społeczny i polityczny, adwokat.
Obrońca w procesach politycznych w Samborze i Lwowie, przewodniczący Zarządu Powiatowego Ukraińskiej Partii Radykalnej, oraz filii Proswity w Samborze. Po wojnie na emigracji w USA, zastępca przewodniczącego Towarzystwa Ukraińskich Prawników.
Brat Mykoły Roguckiego.